# 朱逵㭸
襄陵王朱逵㭸（？—17世纪），明朝襄陵王朱璟洸（1620年袭封）之子，不知何年袭封。《明史》无记载，《清世祖章皇帝實錄卷之八》记载顺治元年（1644年）九月，清朝礼部上言称朱逵㭸到北京降清，请求敕户部支给银米，获准。
此后没有朱逵㭸的记载。
| 前任： 父朱璟洸 | 明襄陵國國王 1620年后－1644年 | 无 原因：投降清朝，清朝撤除封國 |